# Izokarboksazid
Izokarboksazid (Enerzer, Marplan, Marplon) je ireverzibilni i neselektivni inhibitor monoaminske oksidaze (MAOI) iz hidrazinske hemijske klase koji je korišten kao antidepresiv i anksiolitik. On je jedan od malobrojnih hidrazinskih MAOI koji su još uvek u kliničkoj upotrebi, zajedno sa fenelzinom.

## Spoljašnje veze
|  | Molimo Vas, obratite pažnju na važno upozorenje u vezi sa temama iz oblasti medicine (zdravlja). |